# Domecy-sur-le-Vault
Domecy-sur-le-Vault ist eine französische Gemeinde mit 85 Einwohnern (Stand: 1. Januar 2022) im Département Yonne in der Region Bourgogne-Franche-Comté. Sie gehört zum Arrondissement Avallon und zum Kanton Avallon. Die Bewohner werden Domecycois und Domecycoises genannt.

## Geographie
Domecy-sur-le-Vault liegt etwa 38 Kilometer südsüdöstlich von Auxerre und etwa sieben Kilometer westlich von Avallon in einer Talsenke. Der Ruisseau Vernier, ein Nebenfluss des Cousin, entspringt im Gemeindegebiet und durchquert es von Süd nach Nord. Über die Hälfte der Fläche der Gemeinde wird landwirtschaftlich genutzt.
Umgeben wird Domecy-sur-le-Vault von den Nachbargemeinden Givry im Norden und Nordwesten, Vault-de-Lugny im Norden und Osten, Island im Südosten, Tharoiseau im Süden, Saint-Père im Westen und Südwesten sowie Asquins im Westen.

## Bevölkerungsentwicklung
| Jahr                       | 1962 | 1968 | 1975 | 1982 | 1990 | 1999 | 2006 | 2013 | 2020 |
| Einwohner                  | 125  | 99   | 86   | 80   | 87   | 104  | 93   | 106  | 86   |
| Quellen: Cassini und INSEE |      |      |      |      |      |      |      |      |      |

## Sehenswürdigkeiten
- Kirche Saint-Léger aus dem 15. Jahrhundert
- Schloss Domecy-sur-le-Vault aus dem 16. Jahrhundert
- Friedhofskreuz aus dem 15. Jahrhundert, seit 2009 als Monument historique eingeschrieben

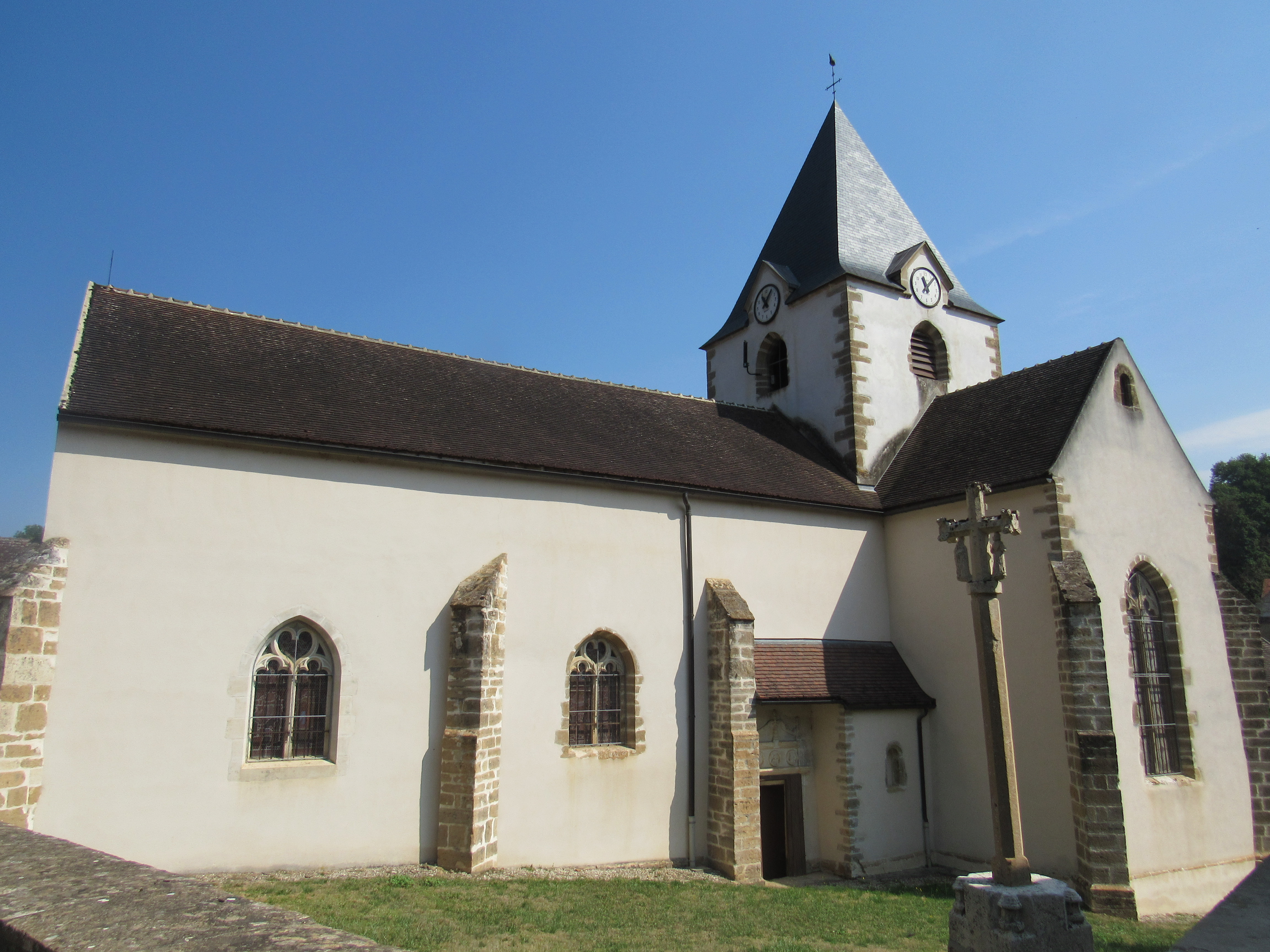
Kirche Saint-Léger mit Friedhofskreuz
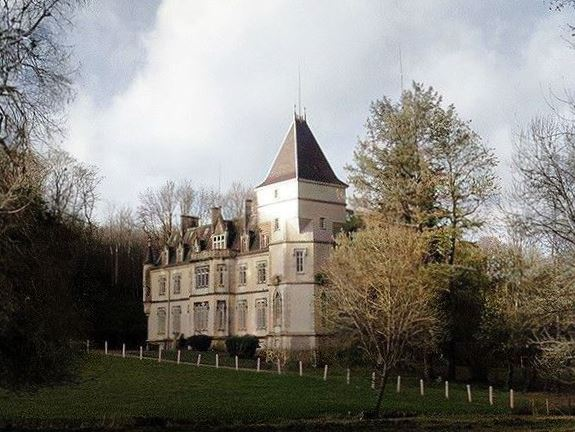
Schloss Domecy-sur-le-Vault